# 木村昌由美
木村 昌由美（きむら まゆみ）は、日本の生理学者。専門は睡眠科学。東京大学特任教授、元マックス・プランク精神医学研究所研究グループリーダー。岐阜県出身。

## 来歴・人物
岐阜県多治見市で生まれる。1983年金沢大学理学部生物学科卒業、1985年金沢大学大学院理学研究科生物学専攻修了、1989年東京医科歯科大学大学院医学研究科機能学系修了、学位論文「複数の睡眠物質に基づく睡眠調節機構に関する神経科学的研究」で医学博士の学位を取得。  
1989年～2003年まで東京医科歯科大学で助手を務め、この間、テネシー大学医学部生理学・生物物理学学教室（1990年～1993年）、テキサス大学医学部生理学教室・内科学教室（1994年～1995年）、ルイジアナ州立大学ペニントン生物医学研究所（1995～1996年）、チューレン大学医学部内科学教室、ミラノ大学医学部生理学教室、マックス・プランク精神医学研究所に留学する。
アメリカ留学時には、感染時に眠気が増加する原因物質が、免疫性サイトカインであることを突き止めた。現在でも睡眠を制御する物質や遺伝子に関する研究を続けている。
2003年からマックスプランク精神医学研究所のグループリーダーを務め、研究に従事する。
2018年に帰国。東京大学国際高等研究所ニューロインテリジェンス国際研究機構特任准教授。
2020年度から、筑波大学国際統合睡眠医科学研究機構教授。
2024年度から、東京大学国際高等研究所ニューロインテリジェンス国際研究機構特任教授。

## 受賞歴
- 1999年 日本女性科学者の会第4回奨励賞
- 2001年 日本睡眠学会第6回研究奨励賞
- 2002年 東京医科歯科大学生体材料工学研究所第1回BioFuture研究奨励賞

## 著書
- 「幸せな女」になれる眠り方　心も体も気持ちよく生きる（ＰＨＰ研究所）-衿野未矢著・木村昌由美監修（2006年）